# Маига, Шогель Кокалла
Шогель Кокалла Маига (фр. Choguel Kokalla Maïga; род. 2 апреля 1958, Гао) — малийский политик. Президент «Патриотического движения за обновление». Временный премьер-министр Мали (2021—2024). Работал в правительстве в качестве министра промышленности и торговли с 2002 по 2007 год, а затем в качестве министра цифровой экономики, информации и коммуникаций с 2015 по 2016 год. 4 июня 2021 года он был назначен временным премьер-министром лидером государственного переворота и исполняющим обязанности президента Мали Ассими Гоитой.

## Биография
Майга родился в Табанго, провинция Гао. По профессии инженер по телекоммуникациям. Является близким соратником Мусы Траоре. Ранее был членом Национального союза молодёжи Мали.
В феврале 1997 года Маига стал президентом «Патриотического движения за обновление». В 2002 году он баллотировался в президенты, набрав 2,73 % голосов в первом туре, после чего отказался от участия и поддержал Амаду Тумани Туре. На выборах в законодательные органы в том же году он присоединился к партии Ибрагима Бубакара Кейты «Объединение за Мали» и к Национальному конгрессу за демократическую инициативу, которые являются частью более широкой коалиции «Надежда 2002».
Майга был министром промышленности и торговли в правительстве Ахмеда Мохаммеда Аг Аамани, занимая этот пост с 16 октября 2002 года по 28 апреля 2004 года. Он оставался на этом посту при Усмане Иссуфи Маиге со 2 мая 2004 года по 27 сентября 2007 года.
В декабре 2005 года Маига был представителем Мали на торговых переговорах Doha Development Round в Гонконге. В связи с тем, что субсидии на хлопок и продукты питания в развитом мире резко влияют на экономику Мали, Майга сказал, что «США и ЕС подобны сражающимся слонам. Мы подобны траве под их ногами».
На президентских выборах 2007 года Маига не баллотировался в качестве кандидата и снова поддержал Амаду Тумани Туре. После переизбрания Туре Майга был назначен директором Комиссии по регулированию электросвязи (CRT, позже известной как AMRTP) в январе 2008 года. Он оставался на этом посту до тех пор, пока не был назначен в правительство министром цифровой экономики, информации и сообщений 10 января 2015 года. 7 июля 2016 года он покинул правительство.
28 мая 2021 года произошёл переворот против Ба Ндау и Моктара Уана. На следующий день полковник Ассими Гоита рассказал о своих планах назначить на пост премьер-министра представителя оппозиционного «Патриотического движения за обновление» Шогель Маигу.
В сентябре 2021 года с трибуны Генеральной Ассамблеи Организации Объединённых Наций Чогель Маига обвинил Францию в том, что она покинула Мали, решив вывести силы операции «Бархан». Он также высказал претензии к Франции и ООН, что руководство Мали об этом было не предупреждено заранее.
13 августа 2022 года перенёс инсульт и был госпитализирован в клинику Пастер, Бамако. 25 ноября Маига заявил, что выздоровел и готов вернуться на пост премьер-министра. 5 декабря был восстановлен в должности премьер-министра.
В ноябре 2024 года Маига встретился с Гоитой, чтобы обсудить окончание «переходного» периода. Гоита уволил Маигу 20 ноября 2024 года.